# Sirhan Sirhan

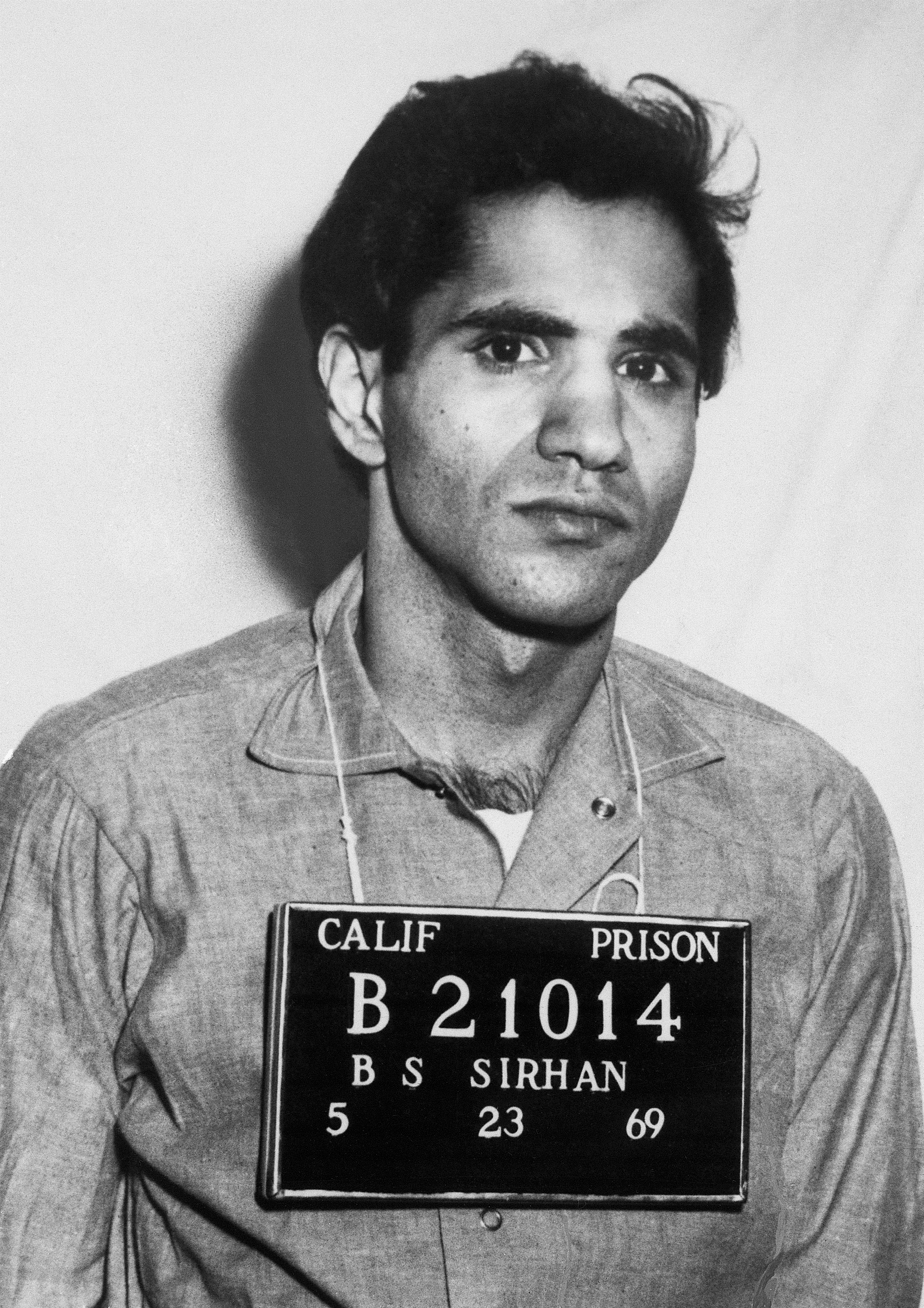
Sirhan Sirhan 23. května 1969

Sirhan Bishara Sirhan (arabsky: سرحان بشارة سرحان) (nar. 19. března 1944 v Jeruzalémě, Britský mandát Palestina) je Američan palestinského původu, pravomocně odsouzený ze spáchání atentátu na Roberta Kennedyho, jednoho ze tří favoritů demokratických primárek, ke kterému došlo 5. června 1968. Robert Kennedy byl vážně raněn třemi střelami z revolveru ráže .22, jimž přes urgentní operaci hlavy podlehl následujícího dne.
Soud shledal Sirhana vinným ze senátorovy vraždy a postřelení dalších čtyř lidí, kteří zranění přežili. Dne 17. dubna 1969 byl odsouzen k trestu smrti v plynové komoře. Roku 1972 byl však trest z důvodu vzniklého precedentu Lid vs. Anderson zmírněn na doživotí, který si odpykává až do současnosti. Vězněn byl v kalifornské státní věznici Corcoran a poté ve věznici Pleasant Valley v kalifornské Coalinze. Na 50. výročí atentátu na Johna F. Kennedyho byl 22. listopadu 2013 převezen do Nápravného zařízení Richarda J. Donovana v San Diego County. Spoluvězeň jej 30. srpna 2019 vícenásobně pobodal. Z nemocnice na celu se vrátil po dvou dnech.
Patnáctá žádost o podmínečné propuštění byla komisí zamítnuta v únoru 2016. Ve vězení poskytl, zejména v posledních několika letech, řadu rozhovorů, z toho několik v hypnóze. Sirhan si podle své výpovědi na samotné střílení na senátora nepamatuje.

## Druhý střelec
V listopadu 2011 se jeho obhájci William F. Pepper a Laurie Dean Dusek pokusili zařídit Sirhanovi nové soudní slyšení – tvrdili, že zajistili důkaz podporující nové skutečnosti v případu – z nově nalezené audionahrávky incidentu docházejí k závěru, že musel existovat druhý střelec, s jiným typem zbraně, s tím, že to byl právě on, který Kennedymu zasadil smrtelné zranění.

## Manipulace mysli
Na jaře 2011 vydali Sirhanovi právníci prohlášení, ve kterém stojí, že střely z jeho zbraně nemířily na senátora, a že byl toliko použit pro stržení pozornosti, zatímco druhý střelec mínil Kennedyho zastřelit. Zajímavější je však tvrzení (které je též součástí dokumentu), že v době, kdy se atentátu účastnil, byla ovládnuta jeho mysl. V jednom z rozhovorů ve vězení, které podstoupil v hypnóze, vypověděl o neznámé dívce, která měla před střelbou ovládnout jeho mysl a použít jej jako volavku. Sirhan v hypnóze řekl, že na znamení této záhadné dívky se myslí ocitl na střelnici, kde toliko střílel na terče, které v dáli před svýma očima viděl. „Myslel jsem, že jsem na střelnici, než že bych na někoho střílel, natož na Bobby Kennedyho,“ řekl Sirhan poté, co byl zhypnotizován Danielem Brownem, expertem na traumatické vzpomínky a hypnózu z Harvardovy univerzity, který jej zpovídal kolem 60 hodin, z toho 30 % času v hypnóze. Zmínky o oné dívce se přitom objevily již 5. června 1968, kdy ji svědci viděli běžet z hotelu Ambassador se slovy „Zabili jsme Kennedyho!“, leč její popisy se příliš lišily, aby mohla být zjištěna její identita. Podle Sirhanovy výpovědi se s touto dívkou potkal den před atentátem a byla to ona, kdo jej zavedla do spižírny hotelu a ona, která jej štípla do ramene právě v okamžiku, kdy do místnosti začali vcházet lidé včetně Kennedyho, načež se Sirham ocitl „mimo“ a bez vzpomínek na to, co v následujících momentech v místnosti fyzicky udělal.
Sirhanův právník, William Pepper, je přesvědčen, že jeho klient byl subjektem v té době aktivně probíhajícího tajného vládního programu experimentujícího s ovládáním mysli. Spekuluje se, že jedním z nich by mohl být americký vládní projekt MKULTRA, konkrétně metoda nazvaná „Delta Programming“. Pepper a Dusek říkají, že si Sirhan ve světle těchto nových okolností přinejmenším zaslouží nový soudní proces.